# Rosslare
Rosslare (iriska: Ros Láir) är en ort i republiken Irland.   Den ligger i grevskapet Loch Garman och provinsen Leinster, i den sydöstra delen av landet, 120 km söder om huvudstaden Dublin. Antalet invånare är 1 547.
Terrängen runt Rosslare är platt. Havet är nära Rosslare åt nordost. Runt Rosslare är det ganska tätbefolkat, med 120 invånare per kvadratkilometer. Närmaste större samhälle är Wexford, 8,2 km nordväst om Rosslare. 